# Edward Valdez
Edward Enrique Valdez Made  es un beisbolista, (nacido en Nizao, Peravia, República Dominicana, el 8 de febrero de 1980), es un lanzador de Liga Venezolana de Béisbol Profesional para los Leones del Caracas.

## Carrera profesional en el Béisbol
Su primera temporada en la LVBP fue en la 2008-2009 cuando tuvo un corto periplo con los Navegantes del Magallanes en las que tuvo dos apariciones acumulando 9 innings y 3.86 de efectividad.
En ese mismo año fue tomado como refuerzo de los Leones en postemporada. En tres cotejos con los melenudos Valdez toleró cuatro carreras, recetó a dos oponentes y dejó efectividad de 6.35.
Fue hasta la campaña pasada que el serpentinero tendría breve paso por la pelota venezolana, nuevamente con los Leones, quienes requirieron de sus servicios para la serie de postemporada ante el Magallanes. En esa ocasión Valdez solo pudo lanzar un tercio de inning y ponchó al oponente que enfrentó.
Luego fue tomado por Caribes de Anzoátegui, equipo con el que tuvo en dos aperturas. Ahora, Valdez tendrá la oportunidad de estar a tiempo completo con la divisa con más títulos en Venezuela y buscará ocupar un puesto en la rotación de Leones.
Valdez vestirá por tercera ocasión el uniforme de los Leones del Caracas, pero la primera en temporada regular luego de las tres pasantías con el equipo en postemporada.